# Tantalita

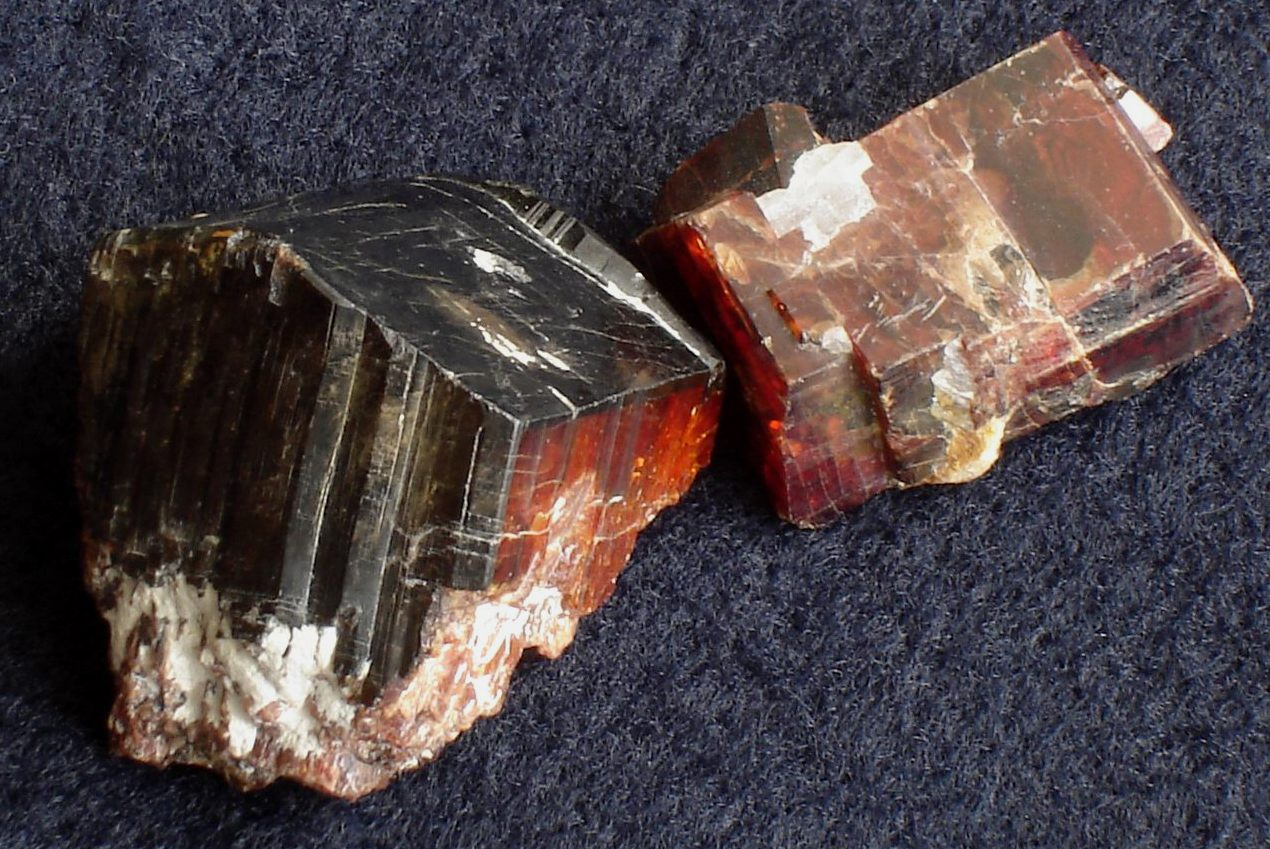
Tantalita-(Mn) de Alto do Giz, RN, Brasil

A tantalita [(Fe, Mn)(Ta, Nb)2O6] é um mineral composto de nióbio e tântalo, com fórmula química [(Fe,Mn)(Ta,Nb)2O6]. É um minério bastante valorizado e aplicado na indústria eletrônica pois oferece resistência ao calor. Além disso, ele é usado na indústria do vidro, por aumentar o índice de refração, em certas ligas de aço utilizados na medicina, sendo não-reativo nos tecidos corporais. As maiores reservas deste mineral encontram-se nos estados de Roraima (com predominância no sul do estado) e Amapá no Brasil, com quase 52,1% das reservas de todo o mundo.
Ele forma série com a columbita e normalmente estão associados nas jazidas, onde são chamados de columbita-tantalita em muitos guias, ou também na forma abreviada Coltan. Eles possuem características similares já que possuem a mesma estrutura e propriedades químicas similares (tântalo e nióbio são muito similares). A diferença é que a tantalita tem mais tântalo e a columbita tem mais nióbio. Ambos podem ser encontrados em razoavelmente próximos em pegmatitos graníticos ricos em lítio e fósforo, com limites concentrados de columbita no pegmatito e a tantalita no centro.

## Usos
Além do seu uso em telefones celulares, os capacitores de tantalita em estado sólido também são utilizados em circuitos de computadores, vídeo, câmeras e ainda em eletrônica automotiva, militar e equipamentos médicos. Outros usos podem ser mencionados para o tântalo, como o de carbetos de tântalo em ferramentas de corte, superligas na indústria aeronáutica para fabricação de
turbinas especiais, produtos laminados e fios resistentes à corrosão e a altas temperaturas. Os produtos que podem substituir
o tântalo, mas usualmente com menor eficiência são o nióbio em superligas e carbetos, o alumínio e cerâmicas em capacitores eletrônicos.